# Kasaner Kathedrale (Moskau)

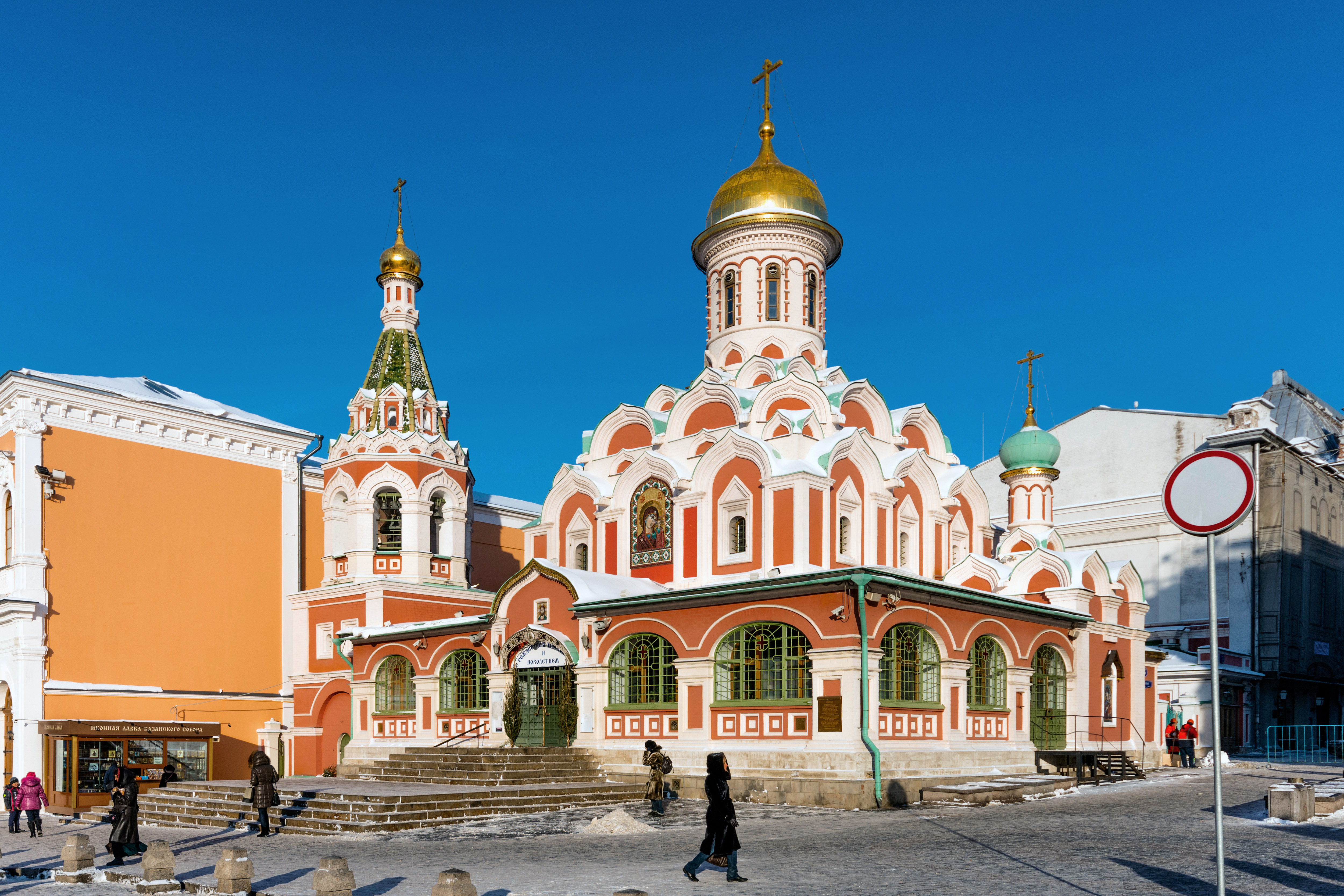
Kasaner Kathedrale

Die Kasaner Kathedrale (russisch Казанский собор) ist eine orthodoxe Kathedrale am Roten Platz in der russischen Hauptstadt Moskau. Sie wurde 1993 wiederaufgebaut und ist der Hl. Gottesmutter von Kasan geweiht.

## Geschichte
Die Kathedrale befindet sich an der nördlichen Seite des Roten Platzes und gehört zu den bekanntesten russisch-orthodoxen Kirchengebäuden in Russland und außerhalb. Das Gebäude entstand an seiner Stelle erstmals in den 1620er-Jahren, wobei das genaue Entstehungsdatum nicht überliefert wurde. Bekannt ist jedoch, dass der Bau der Kirche durch den Fürsten Dmitri Poscharski gestiftet wurde. Poscharski, der einige Jahre zuvor zusammen mit dem Kaufmann Kusma Minin den erfolgreichen Volksaufstand gegen die polnisch-litauische Invasoren in Russland organisiert hatte, ließ die Kathedrale zum Andenken an den Sieg über die Polen errichten und sie auf die Ikone der Gottesmutter von Kasan weihen, jene Ikone, die von orthodoxen Gläubigen als wunderbringend besonders verehrt wird. So war auch Poscharski der Überzeugung, dass die Ikone der Gottesmutter von Kasan seinem Volksheer den Sieg über die Besatzer brachte.
Ursprünglich war die neue Kirche aus Holz errichtet, wie es damals in Russland üblich war. 1635 brannte sie vollständig ab. Daraufhin ließ Zar Michael I. die Kathedrale in Stein wiedererrichten. Am 15. Oktober 1636 wurde der Neubau eingeweiht. Seit dieser Zeit galt die Kasaner Kathedrale als einer der wichtigsten Kirchenbauten Moskaus. Jährlich am Jahrestag der Befreiung von Polen-Litauen gab es eine feierliche Kreuzprozession vom Kreml zur Kathedrale, angeführt vom Patriarchen und dem Zaren. Mitte und Ende des 17. Jahrhunderts wurde das Kirchengebäude zusätzlich ausgebaut und erhielt unter anderem einen Glockenturm und einen neu gestalteten Paradeeingang. Ein weiteres historisch wichtiges Ereignis in der Kasaner Kathedrale war der feierliche Gottesdienst am 26. April 1755 anlässlich der Gründung der Moskauer Universität.
Wenige Jahre nach der Oktoberrevolution 1917 wurde die Kathedrale von der sogenannten Renovationskirche übernommen, einer schismatischen Bewegung innerhalb der Russisch-Orthodoxen Kirche, die während der Februarrevolution entstand und die neuen Machthaber unterstützte. Obwohl die Kathedrale Ende der 1920er-Jahre nochmals gründlich renoviert wurde, wurde sie im Jahr 1936 abgebrochen. An ihrer Stelle wurde zunächst ein provisorischer Bau für die Kommunistische Internationale errichtet, später ein Sommercafé.
1990 beschloss die Moskauer Stadtverwaltung auf Anregungen der Kirche und der Öffentlichkeit, die Kasaner Kathedrale an der ursprünglichen Stelle wiedererrichten zu lassen. In den nächsten drei Jahren wurde die Kirche mit Spendengeldern und Mitteln aus dem Stadthaushalt erbaut und am 4. November (dem Jahrestag des Sieges über Polen-Litauen, heute wieder als Tag der Einheit des Volkes offiziell gefeiert) 1993 eingeweiht. Die Wiedererrichtung der Kasaner Kathedrale war eine der ersten Wiederaufbaumaßnahmen für während der Sowjetzeit zerstörte russisch-orthodoxe Kirchenbauten.